# قورباغه‌های بدوی نیوزیلند
قورباغه‌های بدوی نیوزیلند (نام علمی: Leiopelmatidae) نام یک تیره از راسته قورباغه است.